# هنریک سیلم
هنریک سیلم (هلندی: Henrik Sillem؛ ۱۲ اوت ۱۸۶۶ – ۱۳ ژوئیهٔ ۱۹۰۷) تیرانداز و وکیل اهل هلند بود.